# Hickmanoxyomma
Genre
Hickmanoxyomma est un genre d'opilions laniatores de la famille des Triaenonychidae.

## Distribution
Les espèces de ce genre sont endémiques de Tasmanie en Australie.

## Liste des espèces
Selon World Catalogue of Opiliones (27/05/2021) :
- Hickmanoxyomma cavaticum (Hickman, 1958)
- Hickmanoxyomma clarkei Hunt, 1990
- Hickmanoxyomma cristatum Hunt, 1990
- Hickmanoxyomma eberhardi Hunt, 1990
- Hickmanoxyomma gibbergunyar Hunt, 1990
- Hickmanoxyomma goedei Hunt, 1990
- Hickmanoxyomma tasmanicum (Roewer, 1915)

## Étymologie
Ce genre est nommé en l'honneur de Vernon Victor Hickman.

## Publication originale
- Hunt, 1990 : « Hickmanoxyomma, a new genus of cavernicolous harvestmen from Tasmania (Opiliones: Triaenonychidae). » Records of the Australian Museum, vol. 42, p. 45–68 (texte intégral).